# Sergestoidea
Sergestoidea is een superfamilie van kreeftachtigen uit de klasse van de Malacostraca (hogere kreeftachtigen).

## Families
- Luciferidae De Haan, 1849 [in De Haan, 1833-1850]
- Sergestidae Dana, 1852